# Стенли Кюниц
Стенли Кюниц (на английски: Stanley Kunitz) е американски поет, критик, редактор и преводач на поезия. Два пъти е поет-лауреат на САЩ (длъжност към Библиотеката на Конгреса) – през 1974 и 2000 г. Продължава да твори до самата си смърт на 100-годишна възраст. Творчеството му е повлияно от Карл Густав Юнг.

## Биография
Роден е на 29 юли 1905 г. в Устър, Масачузетс, САЩ в семейството на полски имигранти. Завършва с отличие Харвардския университет през 1926 г.
Дебютира със стихосбирката „Интелектуални неща“, но първоначално признание му носи редакторската му работа. Стенли Кюниц е редактор и съставител на справочници като „Съвременните писатели“ (Living Authors, 1931), „Писателите днес и вчера“ (Authors Today and Yesterday, 1933), „Английските писатели на XIX век“ (British Authors of the Nineteenth Century, 1936), „Американските писатели: 1600–1900“ (American Authors: 1600–1900, 1938) и „Писателите на XX век“ (Twentieth Century Authors, 1942).
През 1943 г. е мобилизиран в армията. След уволнението си преподава в Колумбийския университет.
Стихосбирката „Selected Poems, 1928–1958“, издадена през 1958 г., носи на Кюниц известност като поет и е удостоена с наградата „Пулицър“ (1959).
През 1967 г. Стенли Кюниц посещава СССР. Превежда на английски стихотворения на Анна Ахматова, Андрей Вознесенски, Евгений Евтушенко. Той е сред активистите на движението срещу войната във Виетнам.
Една от основните книги на Кюниц като критик е сборникът с есета за най-големите американски поети „Вид ред. Вид лудост“ (A Kind of Order. A Kind of Folly, 1957).
Умира на 14 май 2006 в Ню Йорк, щат Ню Йорк, САЩ.
Има 3 брака, първите два завършват с развод, а третата му жена умира през 2004 г.